# Molitva zlatne strijele
Molitva zlatne strijele temelji se na izvješćima o Isusovim vizijama od strane časne sestre Marije od Svetog Petra, karmelićanke iz Toursa, 1843. godine. To je molitva zadovoljštine u slavu Svetoga Imena Božjega. To je i naknada za nepoštivanje nedjelje i zapovijedanih blagdana.
Dana, 16. ožujka 1844., Isus je prema viziji rekao časnoj sestri Mariji od svetog Petra: "O, kad bi samo znala kakvu veliku zaslugu stječeš rekavši makar jednom, Božje je ime vrijedno divljenja, u duhu naknade za bogohuljenje."
Sestra Marija je izjavila, da joj je Isus rekao da su dva grijeha koja Ga najteže vrijeđaju bogohuljenje i skrnavljenje nedjelje. Ovu molitvu nazvao je "Zlatna strijela", rekavši da će Ga oni koji je budu učili, ugodno probosti, a i zaliječiti one druge rane koje su mu nanesene zlobom grešnika. Sestra Marija od svetog Petra vidjela je, "kako iz Presvetog Srca Isusova, ljupko ranjenog ovom 'Zlatnom strijelom', izvire bujice milosti za obraćenje grešnika".
Ova se molitva pojavljuje u knjizi “Zlatna strijela”, autobiografiji sestre Marije od Svetog Petra. U svojoj knjizi napisala je, da joj je Isus u svojim vizijama rekao da je čin svetogrđa poput "otrovne strijele", otuda i naziv "Zlatna strijela" za ovu popravnu molitvu.

## Tekst
| » | Neka je uvijek slavljeno, blagoslovljeno, ljubljeno, čašćeno i uzvisivano presveto, preslavno, najdubljeg klanjanja dostojno, silno i neizrecivo Ime Božje, na nebu, na zemlji i u podzemlju, od svih stvorenja Božjih i po Božanskom Srcu Gospodina našega Isusa Krista, u Presvetom Oltarskom Sakramentu. Amen. | « |
|   | |   |